# Давыдовка (Нижнегорский район)
Давы́довка (ранее Ново-Давыдовка; укр. Давидівка, крымскотат. Davıdovka, Давыдовка) — исчезнувшее село в Нижнегорском районе Республики Крым, располагавшееся на востоке района, в степной зоне Крыма, примерно в 2,5 км к юго-востоку от современного села Охотское.

## История
Впервые в исторических документах поселение встречается в Статистическом справочнике Таврической губернии. Ч.II-я. Статистический очерк, выпуск пятый Феодосийский уезд, 1915 год, согласно которому в селе Ново-Давыдовка Андреевской волости Феодосийского уезда числилось 9 дворов (все дворы с землёй) с русским населением в количестве 68 человек приписных жителей, из которых 30 мужчин и 38 женщин. Жители владели 1093 десятинами удобной земли. В хозяйствах имелось 53 лошади, 68 волов, 33 коровы и 473 головы мелкого скота.
После установления в Крыму Советской власти, по постановлению Крымревкома № 206 «Об изменении административных границ» от 8 января 1921 года была упразднена волостная система и село вошло в состав Ичкинского района Феодосийского уезда, а в 1922 году уезды получили название округов. 11 октября 1923 года, согласно постановлению ВЦИК, в административное деление Крымской АССР были внесены изменения, в результате которых округа были отменены, Ичкинский район упразднили, включив в состав Феодосийского в состав которого включили и село. Согласно Списку населённых пунктов Крымской АССР по Всесоюзной переписи 17 декабря 1926 года, в селе Ново-Давыдовка, Аликеченского сельсовета (в котором село состоит всю дальнейшую историю) Феодосийского района, числилось 27 дворов, из них 24 крестьянских, население составляло 114 человек, из них 102 русских и 12 украинцев. Со временем закрепилось название Давыдовка. Постановлением ВЦИК «О реорганизации сети районов Крымской АССР» от 30 октября 1930 года был создан Сейтлерский район (по другим сведениям 15 сентября 1931 года) и село передали в его состав..
После освобождения Крыма от фашистов, 12 августа 1944 года было принято постановление № ГОКО-6372с 12 августа 1944 года было принято постановление № ГОКО-6372с «О переселении колхозников в районы Крыма» и в сентябре 1944 года в район приехали первые новоселы (320 семей) из Тамбовской области, а в начале 1950-х годов последовала вторая волна переселенцев из различных областей Украины. С 25 июня 1946 года селение в составе Крымской области РСФСР, а 26 апреля 1954 года Крымская область была передана из состава РСФСР в состав УССР. Ликвидировано в период с 1968 года, когда Давыдовка ещё записана в составе Охотского сельсовета и по 1977 год, когда она уже значилась в списках упразднённых.